# Выксунский металлургический завод
Вы́ксунский металлурги́ческий заво́д — российское предприятие чёрной металлургии, основанное в 1757 году. Производитель труб большого диаметра и железнодорожных колёс, входит в состав трубных заводов «Большой восьмёрки». Находится на территории города Выксы.

## История
В начале XVIII века в окрестностях реки Выксы появились первые примитивные предприятия (родники-«дудки»), где велось кустарное изготовление железа. Промышленное развитие металлургии в этих краях связано с указом Елизаветы Петровны, которая «для охраны лесов от истребления» распорядилась закрыть ряд заводов на расстоянии двухсот вёрст от Москвы. В составленный Сенатом список попали и предприятия известных промышленников Баташёвых, и братья были вынуждены отправиться на поиски новых мест.
Окрестности Выксы в то время подходили для создания нового металлургического производства, где были созданы баташёвские и шепелевские заводы. Богатые залежи железной руды, близость к важной транспортной магистрали — реке Оке — и соседство с Нижегородской ярмаркой стали для Баташёвых определяющими факторами. В 1757 году завод начал выпускать чугун первый на новых землях — Унженский — завод Баташёвых, расположенный в Тамбовской губернии. Осваивание берегов Выксы и Велетьмы началось в 1765 году.

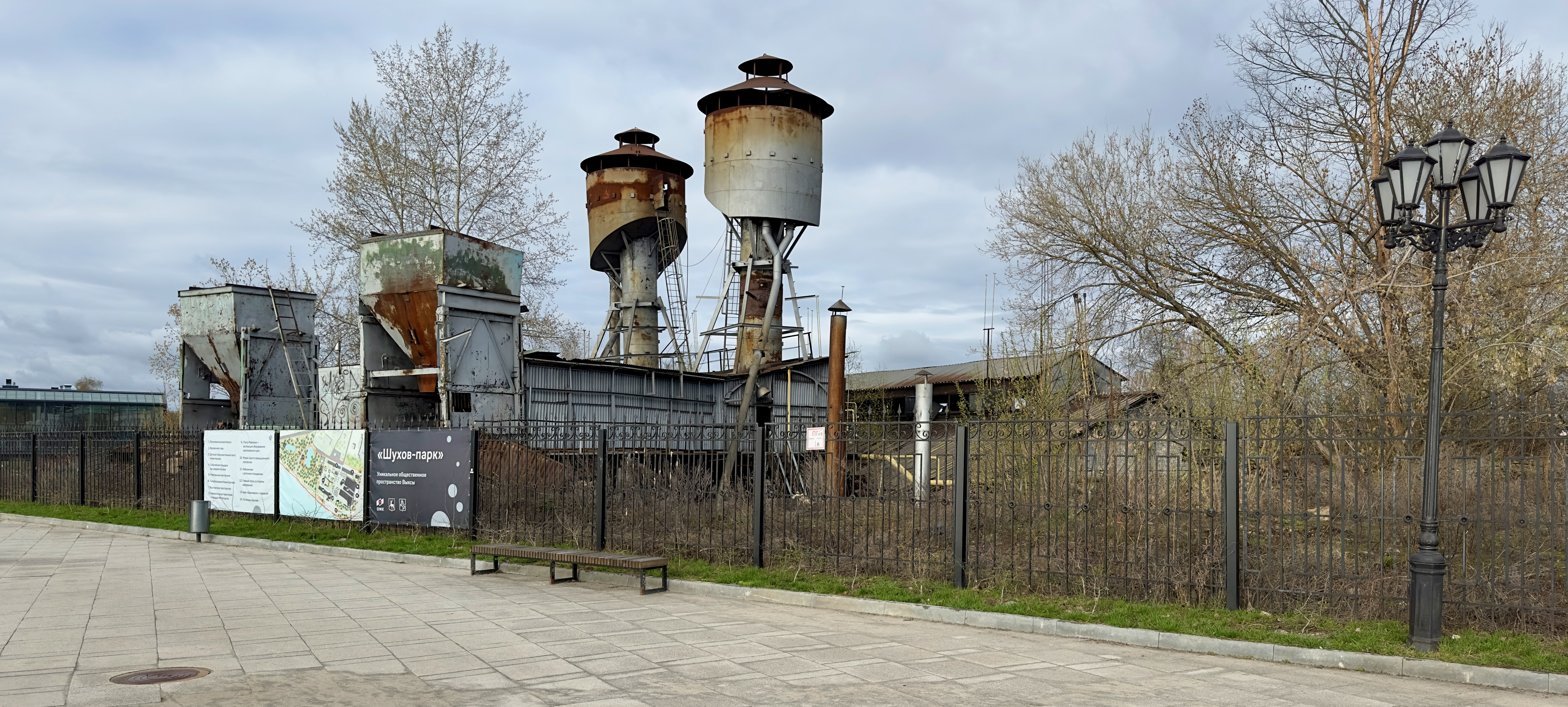
Сохранившиеся постройки Верхневыксунского завода (2024)

Строительство нового Верхне-Выксунского завода началось в 1766 году. В первый год работы он выпустил почти 5 тыс. тонн чугуна — значительный по тем временам объём. В 1783 году заводы были разделены между братьями: Андрею Родионовичу досталась Гусевская группа предприятий во Владимирской губернии, Ивану Родионовичу — Выксунская группа в Нижегородской губернии.
В период пугачёвского восстания часть заводчан поддержали повстанцев. Известные в Выксе рабочие семьи — Уховы, Коршуновы, Ястребовы, Ухарские, Раковы, Доронькины, Алехины, Рощины, Бойковы, Галкины — потомки уральских мастеровых, участвовавших в крестьянском восстании.
К началу XIX века во владении Баташёвых находилось 18 металлургических заводов, 14 из которых они построили сами. XIX век стал эпохой процветания и успеха баташёвских заводов. Иван Родионович Баташёв, выдав дочь Дарью замуж за генерал-лейтенанта Д. Д. Шепелева, назначил его управляющим имением и заводами. Зять повёл дело умело; при нём на заводах были установлены паровые двигатели. Дело продолжил Иван Дмитриевич Шепелев (1814—1865), при котором кричный способ плавки металла был заменён на прогрессивный пудлинговый.
В 1836 году на шепелёвских заводах, впервые в России, успешно проводились опыты по использованию горячего дутья. Новый метод производства повысил эффективность выплавки чугуна.
В 1862 году Выксунские заводы были объявлены банкротами. В 1865 году их взяла в аренду компания англичан, которые довели завод в 1882 году до катастрофы. Разрушенные заводы взял в аренду немец А. Лессинг, который модернизировал производство и в 1889 году приобрёл их в собственность. Он владел ими до Первой мировой войны, когда в 1914 году они были у него реквизированы как «имущество подданного вражеской стороны».
На международных выставках в Париже, Лейпциге, Милане, Турине, Москве, Нижнем Новгороде и Казани изделия Баташёвых получили дипломы первой степени и золотые медали. Выксунский чугун славился по всему миру. «Он мягок и имеет вместе с тем необыкновенную упругость, какой по своим путешествиям не замечал ни на одном заводе, как России, так и Швеции, Англии и США. Общие свойства чугуна — твёрдость, хрупкость, ломкость, но здешний гибок как пружина, и крепок в соединении частей своих. Доказательством служит Петровский театр в Москве, где ложи висят на кронштейнах или на пальцах из сего чугуна», — писал историк П. П. Свиньин.

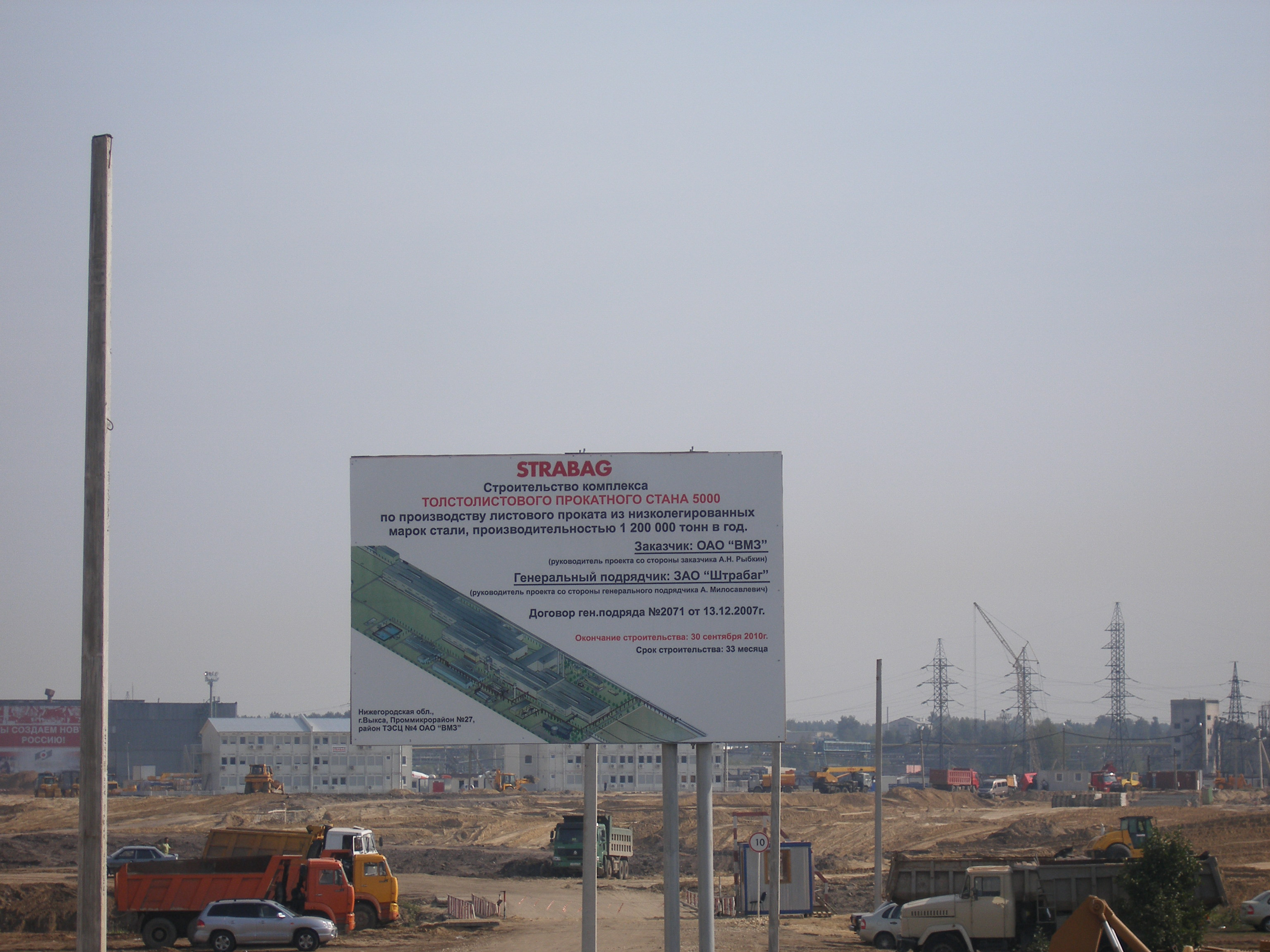
Строительство МКС-5000

В советские годы Выксунский металлургический завод стал крупнейшим изготовителем электросварных труб и железнодорожных колёс. Завод первым в стране освоил технологию порошковой металлургии, а трубоэлектросварочный цех № 5, построенный в 1987 году по японской технологии, считался лучшим в Советском Союзе. В 1991 году на заводе вошёл в строй сверхсовременный трубоэлектросварочный цех № 4.
С ноября 2000 года в ОАО «ВМЗ» работает участок нанесения антикоррозионного покрытия, освоено производство труб с наружной двух- и трёхслойной антикоррозийной изоляцией.
В 2004 году на ВМЗ запущены в эксплуатацию установка «печь-ковш-вакууматор» для внепечной обработки колёсной стали и установка дробеметного упрочнения железнодорожных колёс. Тогда же в трубоэлектросварочном цехе № 3 была введена в эксплуатацию установка локальной термообработки сварного шва.
В апреле 2005 года в ТЭСЦ-4 открылась первая в России линия по производству прямошовных одношовных труб для магистральных газонефтепроводов диаметром до 1420 мм с толщиной стенки до 48 мм. Началось производство труб с наружным антикоррозионным и внутренним гладкостным покрытиями.
В 2007 году введён в эксплуатацию участок объёмной термообработки труб, предназначенный для закалки и отпуска труб диаметром 114—530 мм длиной от 6 м до 13,72 м. По итогам международного тендера ВМЗ стал единственным российским поставщиком труб для строительства подводного участка газопровода «Nord Stream» по дну Балтийского моря.
В 2008 году в ТЭСЦ № 3 был освоен метод винтовой прокатки и запущено производство бесшовных труб для изготовления муфтовой заготовки мощностью 22 тыс. тонн в год.
Летом 2010 года Объединённая металлургическая компания завершила модернизацию производства обсадных труб в ТЭСЦ № 5 Выксунского металлургического завода. Благодаря реконструкции ВМЗ увеличил мощность производства обсадных труб и расширил номенклатуру продукции, начав выпускать сложные виды изделий — высокопрочные и высокогерметичные трубы для обустройства нефтяных и газовых месторождений.
25 ноября 2011 года на ВМЗ введён в эксплуатацию металлургический комплекс Стан-5000 проектной мощностью 1,5 млн тонн в год, строительство которого велось с мая 2007 года. Комплекс выпускает толстый широкий лист для изготовления труб большого диаметра.

## Новый цех бесшовных труб
В 2017 году стало известно о планах ВМЗ по строительству нового цеха для производства бесшовных труб. Первая колонна здания основного цеха была установлена 12 апреля 2019 года. Первоначально пуск нового трубопрокатного цеха планировался на 2021 год. Спустя год срок запуска производства был скорректирован и обозначен как 2022 год.
Поставщиком основного технологического оборудования выступила итальянская компания Danieli, проектированием цеха занимается АО "Уралгипромез.

## Новый сталеплавильный комплекс
В сентябре 2020 года было анонсировано строительство нового электрометаллургического комплекса на ВМЗ. Проектом стоимостью около 150 миллиардов рублей предусмотрено внедрение прямого восстановления железа для производства стали, круглой заготовки и высококачественных слябов. Проектная мощность предприятия составит 1,8 млн тонн стали в год. Поставщиком оборудования выступила итальянская компания Danieli. Пуск производства намечен на конец 2024 года.
В июле 2021 года Сбербанк подписал генеральное соглашение по аккредитивам с предприятием Анатолия Седых ООО «Эколант» с суммой лимита более 282 млн евро и выпустил аккредитив на 116,5 млн евро в рамках проекта создания в Выксе первого в Европе крупного металлургического комплекса полного цикла по «зелёным» технологиям.
В январе 2023 года ОМК подала заявку на аукцион по Приоскольскому железорудному месторождению. На месторождении ОМК планирует добывать подземным способом 22 млн тонн руды в год с производством 8 млн тонн DR-окатышей.

## Продукция
Основная продукция ВМЗ — железнодорожные колёса и стальные трубы.
Продукция железнодорожного назначения:
- цельнокатаные колёса с повышенной твёрдостью обода и криволинейной формой диска
- цельнокатаные колёса повышенного качества для пассажирских вагонов
- цельнокатаные колёса из бейнитной стали для вагонов
- катаные колёсные центры для тягового подвижного состава

Трубная продукция:
- трубы для магистральных газо- и нефтепроводов
- трубы нефтегазопроводные и общего назначения
- обсадные трубы с различными видами резьб
- трубы водогазопроводные и общего назнечения
- профильные трубы

## Награды
В 2011 году проект ВМЗ «Металлургический комплекс Стан-5000» получил сразу несколько престижных национальных премий, в том числе звание «Проект года» в российской металлургии на выставке «МеталлЭкспо». Объединённая металлургическая компания с проектом МКС-5000 стала победителем конкурса «Компания года» в номинации «Металлургия» концерна РБК.
В декабре 2012 года три представителя Выксунского металлургического завода награждены Правительственной премией в области науки и техники за проект разработки сталей, технологии изготовления, внедрения комплекса инновационных проектов и освоение массового производства железнодорожных колёс повышенной эксплуатационной стойкости для вагонов нового поколения. Помимо ОМК и ВМЗ в проекте участвовали РЖД, ФГУП «ЦНИИчермет имени И. П. Бардина», ВНИИЖТ.
В 2013 году ВМЗ удостоен золотой медали выставки «Металл Экспо 2013» за освоение производства листового проката и стальных электросварных прямошовных труб с наружным и внутренним полиэтиленовым гладкостным покрытием.

## Музей истории ВМЗ

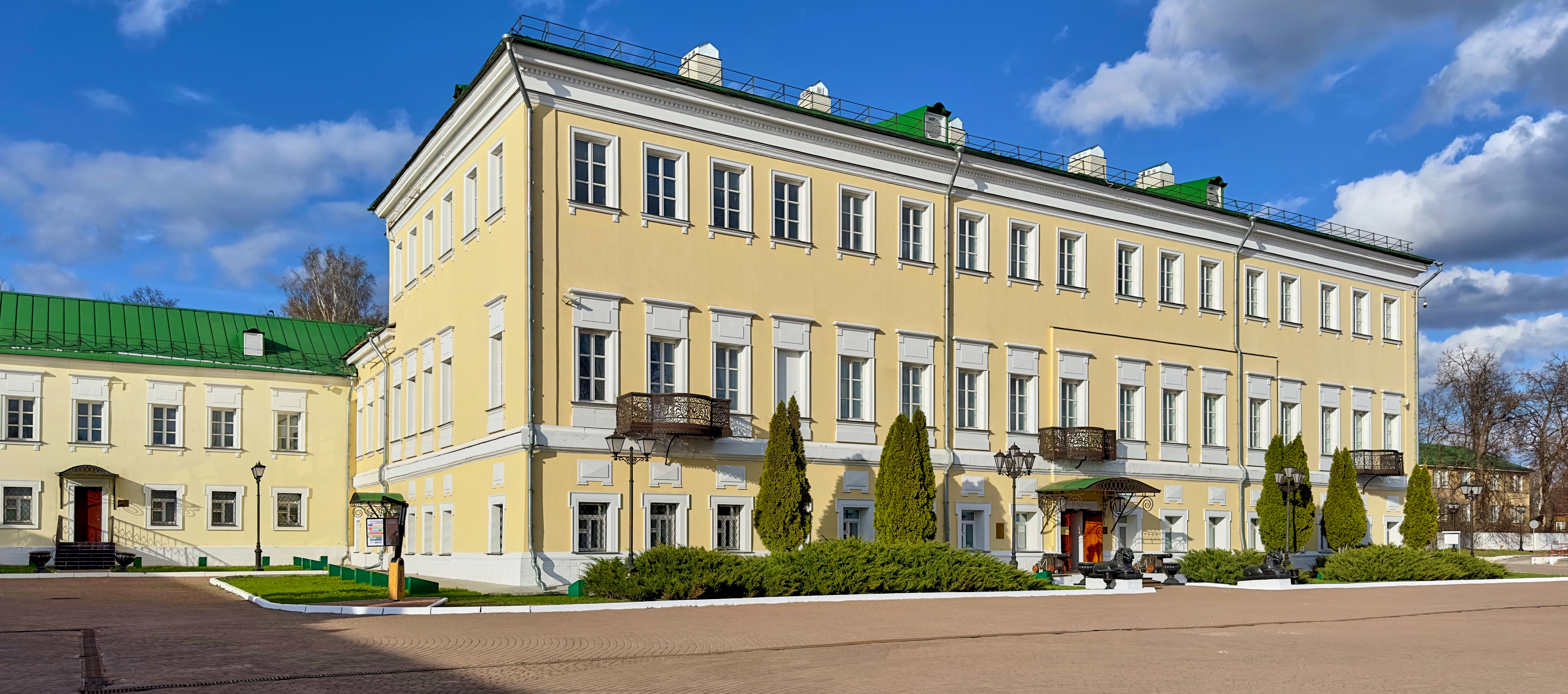
Главный дом усадьбы Баташёвых-Шепелевых

Музей истории Выксунского металлургического завода располагается в здании дома-усадьбы Баташёвых-Шепелевых, основателей и владельцев Выксунских заводов. Дом-усадьба является памятником федерального значения. В 2006 году он был закрыт на реставрацию. Часть восстановительных работ завершилась летом 2011 года, в декабре того же года открылись первые выставочные залы. Фонды музея насчитывают более 25 тысяч экспонатов.
В январе 1992 года музей приобрёл статус заводского, в 1995 году он был принят в Ассоциацию музеев России. К декабрю 1997 года экспозиции музея занимали более двадцати залов, в которых были представлены предметы изобразительного искусства, образцы чугунного и художественного литья, экспозиции, рассказывающие об истории завода и города.

## Памятники промышленной архитектуры

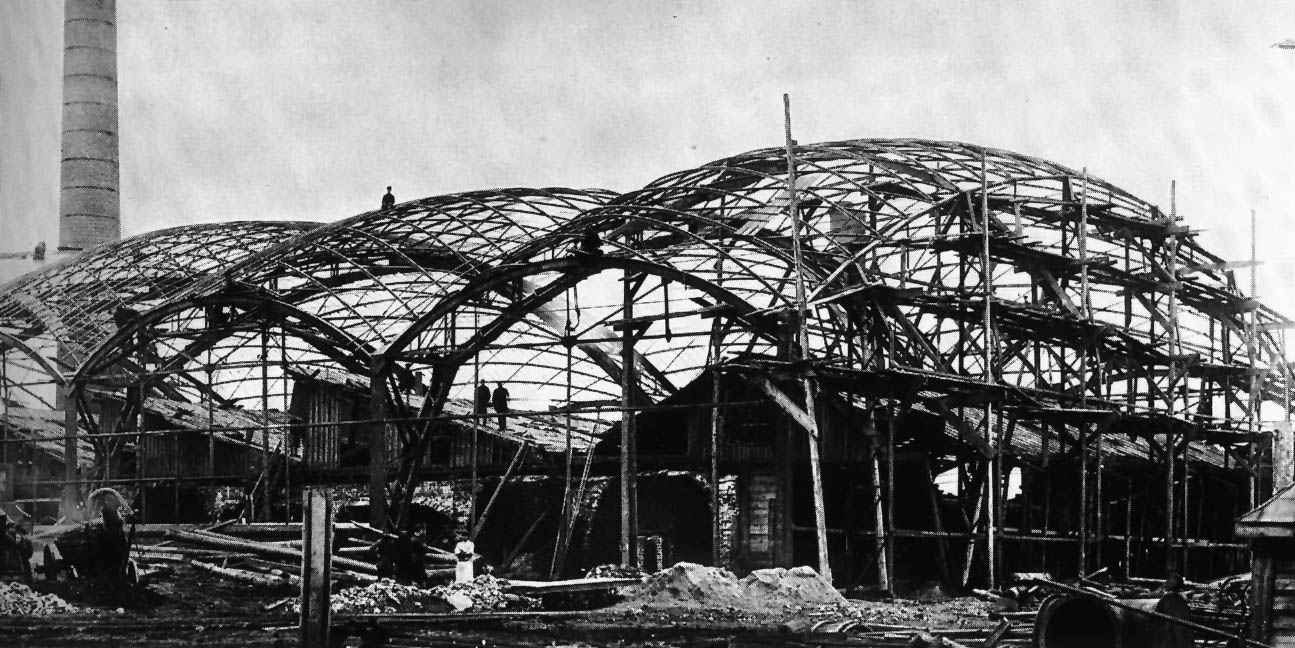
Строительство первых в мире сетчатых оболочек-перекрытий двоякой кривизны конструкции В. Г. Шухова на Выксунском металлургическом заводе, 1897 год

На Выксунском металлургическом заводе находятся уникальные памятники промышленной архитектуры и технического искусства, построенные русским инженером, учёным и почётным академиком Владимиром Григорьевичем Шуховым в конце XIX века. Это цех с первыми в мире парусообразными стальными сетчатыми оболочками покрытия двоякой кривизны и одна из первых в мире гиперболоидных конструкций — стальная ажурная сетчатая гиперболоидная башня. Парусообразные перекрытия цеха — единственные сохранившиеся в России стальные сетчатые перекрытия-оболочки из более тридцати, возведённых по проектам В. Г. Шухова.

## Директора завода
- с 2015 по настоящее время — Барыков Александр Михайлович[18]
- с 2012 по 2015 — Филиппов Сергей Викторович
- с 2011 по 2012 — Махров Дмитрий Вячеславович[19]
- с 2006 по 2011 — Кочетков Владимир Викторович[19][20]
- с 2002 по 2006 — Исайкин Александр Николаевич[20]
- с 2002 по 2002 — Соколов Сергей Витальевич
- с 1999 по 2002 — Анисимов Валерий Павлович
- с 1997 по 1999 — Сидоров Игорь Петрович
- с 1990 по 1996 — Конышев Аркадий Андреевич
- с 1986 по 1990 — Рябов Владимир Фёдорович
- с 1977 по 1986 — Вавилин Александр Сергеевич[21]
- с 1961 по 1977 — Луговских Пётр Михайлович
- с 1947 по 1961 — Шарапов Алексей Иванович
- с 1940 по 1947 — Соболев Николай Трофимович
- с 1937 по 1940 — Белобров Иван Фёдорович[22]
- с 1934 по 1937 — Попов Аркадий Ильич
- с 1933 по 1934 — Преображенский С. П.
- с 1932 по 1933 — Киричков Леонтий Фёдорович
- с 1928 по 1932 — Мазурин Владимир Николаевич
- с 1926 по 1928 — Устинов Василий Иванович
- с 1922 по 1926 — Данилов Николай Дмитриевич
- с 1922 по 1922 — Вавилов Пётр Михайлович
- с 1921 по 1922 — Курицын Василий Михайлович

## Награды
- В 1957 году в связи с 200-летием завод награждён орденом Ленина[23].

## Филиалы
- Альметьевский трубный завод